# Dialogus de oratoribus
De Dialogus de oratoribus (Gesprek over de redenaars) is een Latijnse tekst die in de regel aan Tacitus wordt toegeschreven. De tekst, zo vertelt de schrijver in de inleiding, is een weergave van een dialoog waarin de oorzaken van het verval van de redekunst worden ontleed en in verband worden gebracht met de politieke omstandigheden aan het eind van de eerste eeuw. Het auteurschap van Tacitus is niet onomstreden, vooral omdat het werk diens typerende stijl ontbeert. Het is daarom ook wel toegeschreven aan Quintilianus, Suetonius en zelfs Plinius de Jongere.

## De tijd
Uit opmerkingen van de deelnemers blijkt dat de dialoog in het zesde jaar van de regering van Vespasianus wordt gehouden. Tacitus is in die tijd net 18 is en hij volgt, aldus de inleiding, vol toewijding de sprekers op het forum. Het bloedige Vierkeizerjaar en het despotisme van Nero liggen nog vers in het geheugen terwijl de bitterheid tegenover Domitianus, die het latere werk van Tacitus en specifiek de Agricola kenmerkt, nog afwezig is. Het is daarom aannemelijk dat dit werk een van de vroege geschriften van Tacitus is.
Ook in dit werk vergelijkt Tacitus zijn eigen tijd in negatieve zin met het verleden, dat gekenmerkt wordt door grote namen als Plato, Demosthenes en Cicero die frequent als non plus ultra worden voorgesteld. Het perspectief is opmerkelijk: Tacitus put uit zijn herinneringen als jongeman, uit de tijd dat zijn carrière, de cursus honorum, nog moest beginnen en hij ademloos de redenaars op het forum volgde in hun debatten. In hoeverre hij daarbij de deelnemers woorden in de mond legt, is onbekend.

## De inhoud
Net als Tacitus' andere werken is ook de dialogus tamelijk pessimistisch van toon: betreurd wordt dat de sprekers hun welsprekendheid niet meer nadrukkelijk in dienst stellen van de res publica, de politieke en juridische besluitvorming op het forum en in de rechtszaal, waarbij Cicero als lichtend voorbeeld geldt. Dit is ook de kern van het verwijt aan Maternus, wiens tragedie over Cato het gesprek van de dag is: dat hij zijn talenten niet op het forum inzet, maar aan de muzen wijdt. Achtereenvolgens worden een aantal mogelijke oorzaken geopperd.
De retorische scholenIn plaats van een opleiding in de praktijk, op het forum, waar echte zaken worden besproken, belangen en wetten zwaar wegen, leiden de scholen der retorici jongeren op aan de hand van fictieve voorbeelden, waarbij de leerling geneigd is de hebbelijkheden van zijn leraar over te nemen. Als zij ten slotte hun eerste zaak moeten bepleiten, ontbreekt hun echter de kennis omtrent wetten en gebruiken, zodat zij zich met al hun verbale versieringen belachelijk maken. Als klap op de vuurpijl is zelfs de gewoonte ontstaan lieden van allerlei slag, zelfs slaven, te betalen om luidkeels instemming te betuigen.
SenecaOndanks het feit dat de man en zijn filosofie door de spreker bewonderd worden, alleen al omdat hij de wrok van Nero standvastig weerstond, wordt hem verweten stijl boven waarheid te stellen, geest boven natuur. Maar omdat hij zo'n genie was, vond hij navolging, wat het verval van de ware welsprekendheid (namelijk die in dienst van de res publica) tot gevolg had.
TirannieHet is nog maar zes jaar geleden dat het Romeinse Rijk door een burgeroorlog en opstanden werd verscheurd, en de excessen van Nero liggen nog vers in het geheugen. Welsprekendheid, zo wordt geconstateerd, kan uitsluitend in vrijheid gedijen. Dit verklaart echter niet dat de welsprekendheid onder Vespasianus niet weer is opgebloeid.
Vrede en voorspoedMet Demosthenes als voorbeeld, die overigens vaker wordt genoemd, wordt betoogd dat welsprekendheid gedijt in tijden van crisis. Het is uitsluitend aan de welsprekendheid van Demosthenes te danken dat Athene werd gered uit de handen van Phillippus. In tijden van vrede en voorspoed vindt de welsprekendheid niet het publiek dat zij nodig heeft.

## Nederlandse vertalingen
- Tacitus, Dialoog over de Welsprekendheid, vertaald, ingeleid en toegelicht door Emiel De Waele, 1950
- Publius Cornelius Tacitus, Opera Minora. Dialoog over de Welsprekendheid. Het Leven van Iulius Agricola. Germania, vertaling, inleiding en aantekeningen door J.W. Meijer, Haarlem, Tjeenk Willink, 1961 (herdrukt 1992, ISBN 9789026310751)
- Tacitus, Tegen het verval van de retorica, vertaald door Vincent Hunink en ingeleid door Piet Gerbrandy, 2003. ISBN 9789065540577